# Elizeu Zaleski dos Santos
Elizeu Zaleski dos Santos (Francisco Beltrão, Estado de Paraná, Brasil, 12 de noviembre de 1986) es un artista marcial mixto brasileño que compite en la categoría de peso wélter. Fue el antiguo Campeón de Peso Wélter de Jungle Fight en Brasil y actualmente compite en la división de peso wélter de Ultimate Fighting Championship (UFC).

## Primeros años
Zaleski nació en Francisco Beltrão, Estado de Paraná, Brasil. Creció entrenando Capoeira a la edad de nueve años. Zaleski pasó a las MMA a los 20 años y empezó a competir profesionalmente poco después.

## Carrera en artes marciales mixtas

### Carrera temprana
Zaleski comenzó su carrera de MMA el 8 de noviembre de 2009, y luchó para muchos promotores, en particular Jungle Fight, Smash y Amazon Fight en Brasil. Él era el ex Campeón de Peso Wélter de Jungle Fight y que acumuló un récord de 14-4 con 13 acabados y 1 decisión antes de unirse a UFC.

### Ultimate Fighting Championship
Zaleski hizo su debut en la promoción el 30 de mayo de 2015, en UFC Fight Night: Condit vs. Alves contra Nicolas Dalby. Perdió el combate por decisión dividida.
Se enfrentó a Omarí Ajmédov en su siguiente combate en UFC on Fox: Teixeira vs. Evans el 16 de abril de 2016. Ganó el combate por nocaut en el tercer asalto. Este combate le valió el premio a la Pelea de la Noche.
El 1 de octubre de 2016, Zaleski volvió a enfrentarse a Keita Nakamura en UFC Fight Night: Lineker vs. Dodson. Tras tres asaltos de combate, ganó el combate por decisión unánime.
Zaleski se enfrentó a Lyman Good, ex campeón de Bellator y CFFC, el 22 de julio de 2017, en UFC on Fox: Weidman vs. Gastelum. Ganó el combate por decisión dividida. Este combate le valió el premio a la Pelea de la Noche.
Zaleski se enfrentó a Max Griffin el 28 de octubre de 2017 en UFC Fight Night: Brunson vs. Machida. Ganó el combate por decisión unánime. Este combate le valió el premio a la Pelea de la Noche.
Se esperaba que Zaleski se enfrentara a Jack Marshman el 17 de marzo de 2018, en UFC Fight Night: Werdum vs. Volkov. Sin embargo, el 19 de febrero de 2018, se anunció que Zaleski se retiró de la pelea, citando una lesión en la rodilla. Fue reemplazado Brad Scott
Zaleski se enfrentó a Sean Strickland el 12 de mayo de 2018, en UFC 224. Ganó el combate por nocaut en el primer asalto.
Zaleski tenía previsto enfrentarse a Belal Muhammad el 22 de septiembre de 2018, en UFC Fight Night: Santos vs. Anders. Sin embargo, el 14 de septiembre de 2018 Muhammad fue retirado del combate y fue sustituido por el recién llegado Luigi Vendramini. Ganó el combate por nocaut en el segundo asalto.
Zaleski tenía previsto enfrentarse a Li Jingliang el 25 de noviembre de 2018, en UFC Fight Night: Blaydes vs. Ngannou 2. Sin embargo, el 27 de octubre de 2018, se informó que Zaleski se retiró del combate debido a una rotura parcial de ligamentos en su rodilla derecha.
Zaleski se enfrentó a Curtis Millender el 9 de marzo de 2019, en UFC Fight Night: Lewis vs. dos Santos. Ganó el combate por sumisión en el segundo asalto.
Se esperaba que Zaleski se enfrentara a Neil Magny el 18 de mayo de 2019, en UFC Fight Night: Iaquinta vs. Cowboy. Sin embargo, el 28 de marzo de 2019 dos Santos anunció que no había sido contactado por la UFC para el combate.
Un emparejamiento con Li Jingliang fue reprogramado y tuvo lugar el 31 de agosto de 2019, en UFC Fight Night: Andrade vs. Zhang. Perdió el combate por nocaut técnico en el tercer asalto.
Como último combate de su contrato vigente, Zaleski se enfrentó a Alexey Kunchenko el 14 de marzo de 2020 en UFC Fight Night: Lee vs Oliveira. Ganó el combate por decisión unánime.
Como primer combate de su nuevo contrato de cuatro combates, Zaleski se enfrentó a Muslim Salikhov el 11 de julio de 2020 en UFC 251. Perdió el combate por decisión dividida.
Se esperaba que Zaleski se enfrentara al recién llegado a la promoción Shavkat Rakhmonov el 24 de octubre de 2020 en UFC 254. Sin embargo, Zaleski se retiró a finales de septiembre debido a una lesión de rodilla que requerirá cirugía.
Zaleski se enfrentó al recién llegado a la promoción Benoît Saint Denis el 30 de octubre de 2021 en UFC 267. Ganó el combate por decisión unánime.
Zaleski estaba programado para enfrentarse a Mounir Lazzez el 16 de abril de 2022 en UFC on ESPN 34 .  Sin embargo, Zaleski dos Santos se retiró la semana de la pelea por motivos personales y fue reemplazado por Ange Loosa. 
El 22 de septiembre de 2022, se anunció que la USADA suspendió a Zaleski por 1 año después de dar positivo por ostarina en una prueba fuera de competencia el 14 de marzo de 2022. Zaleski y su equipo sostuvieron que la prueba se debió a un suplemento contaminado. Tiene derecho a regresar el 14 de marzo de 2023. 
Zaleski se enfrentó a Abubakar Nurmagomedov el 3 de junio de 2023 en UFC on ESPN 46.  Ganó la pelea por decisión dividida. 
Zaleski se enfrentó a Rinat Fakhretdinov el 4 de noviembre de 2023 en UFC Fight Night 231.  La pelea terminó en un empate mayoritario. 
Zaleski enfrentó a Randy Brown el 1 de junio de 2024 en UFC 302. Perdió la pelea por decisión unánime.

## Campeonatos y logros

### Artes marciales mixtas
- Ultimate Fighting Championship
  - Pelea de la Noche (tres veces) vs. Omarí Ajmédov, Lyman Good y Max Griffin[11][15][18]
- Jungle Fight
  - Campeón de Peso Wélter de Jungle Fight

## Vida personal
Su apodo "Capoeira" fue acuñado al iniciarse en el deporte de combate en la Capoeira.

## Récord en artes marciales mixtas
| Resultado | Récord | Oponente               | Método                                 | Evento                                | Fecha                                  | Ronda | Tiempo | Localización          | Notas                                                      |
| --------- | ------ | ---------------------- | -------------------------------------- | ------------------------------------- | -------------------------------------- | ----- | ------ | --------------------- | ---------------------------------------------------------- |
| Derrota   | 25-9-1 | Chidi Njokuani         | TKO (rodillazo y codazos)              | 15 de marzo de 2025                   | UFC Fight Night: Vettori vs. Dolidze 2 | 2     | 2:19   | Las Vegas, Nevada     | Pelea Peso Pactado (172.5 lbs) Njokuani no dio el peso.    |
| Victoria  | 25-8-1 | Zach Scroggin          | TKO (golpes)                           | UFC Fight Night: Magny vs. Prates     | 9 de noviembre de 2024                 | 1     | 1:51   | Las Vegas, Nevada     |                                                            |
| Derrota   | 24-8-1 | Randy Brown            | Decisión (unánime)                     | UFC 302                               | 1 de junio de 2024                     | 3     | 5:00   | Newark, Nueva Jersey  |                                                            |
| Empate    | 24-7-1 | Rinat Fakhretdinov     | Empate (mayoritario)                   | UFC Fight Night: Almeida vs. Lewis    | 4 de noviembre de 2023                 | 3     | 5:00   | São Paulo,            |                                                            |
| Victoria  | 24-7   | Abubakar Nurmagomedov  | Decisión (dividida)                    | UFC on ESPN: Kara-France vs. Albazi   | 3 de junio de 2023                     | 3     | 5:00   | Las Vegas, Nevada     |                                                            |
| Victoria  | 23-7   | Benoît Saint Denis     | Decisión (unánime)                     | UFC 267                               | 30 de octubre de 2021                  | 3     | 5:00   | Abu Dhabi             |                                                            |
| Derrota   | 22-7   | Muslim Salikhov        | Decisión (dividida)                    | UFC 251                               | 12 de julio de 2020                    | 3     | 5:00   | Abu Dhabi             |                                                            |
| Victoria  | 22-6   | Alexey Kunchenko       | Decisión (unánime)                     | UFC Fight Night: Lee vs. Oliveira     | 14 de marzo de 2020                    | 1     | 2:28   | Brasilia              |                                                            |
| Derrota   | 21-6   | Li Jingliang           | TKO (puñetazos)                        | UFC Fight Night: Andrade vs. Zhang    | 31 de agosto de 2019                   | 3     | 4:51   | Shenzhen              |                                                            |
| Victoria  | 21-5   | Curtis Millender       | Sumisión (estrangulamiento por detrás) | UFC Fight Night: Lewis vs. dos Santos | 9 de marzo de 2019                     | 1     | 2:36   | Wichita, Kansas       |                                                            |
| Victoria  | 20-5   | Luigi Vendramini       | KO (rodillazo volador y puñetazos)     | UFC Fight Night: Santos vs. Anders    | 22 de septiembre de 2018               | 2     | 1:20   | São Paulo             |                                                            |
| Victoria  | 19-5   | Sean Strickland        | KO (patada giratoria y puñetazos)      | UFC 224                               | 12 de mayo de 2018                     | 1     | 3:40   | Río de Janeiro        |                                                            |
| Victoria  | 18-5   | Max Griffin            | Decisión (unánime)                     | UFC Fight Night: Brunson vs. Machida  | 28 de octubre de 2017                  | 3     | 5:00   | São Paulo             | Pelea de la Noche.                                         |
| Victoria  | 17-5   | Lyman Good             | Decisión (dividida)                    | UFC on Fox: Weidman vs. Gastelum      | 22 de julio de 2017                    | 3     | 5:00   | Uniondale, Nueva York | Pelea de la Noche.                                         |
| Victoria  | 16-5   | Keita Nakamura         | Decisión (unánime)                     | UFC Fight Night: Lineker vs. Dodson   | 1 de octubre de 2016                   | 3     | 5:00   | [Portland]], Oregón   |                                                            |
| Victoria  | 15-5   | Omarí Ajmédov          | TKO (rodillazos y puñetazos)           | UFC on Fox: Teixeira vs. Evans        | 16 de abril de 2016                    | 3     | 3:03   | Tampa, Florida        | Pelea de la Noche.                                         |
| Derrota   | 14-5   | Nicolas Dalby          | Decisión (dividida)                    | UFC Fight Night: Condit vs. Alves     | 30 de mayo de 2015                     | 3     | 5:00   | Goiânia               |                                                            |
| Victoria  | 14-4   | Eduardo Ramon          | Sumisión (estrangulamiento por detrás) | Jungle Fight 75                       | 18 de diciembre de 2014                | 2     | 2:07   | Belém                 | Defendió el Campeonato de Peso Wélter de Jungle Fight.     |
| Victoria  | 13-4   | Itamar Rosa            | KO (puñetazos)                         | Jungle Fight 71                       | 19 de julio de 2014                    | 1     | 1:59   | São Paulo             | Ganó el vacante Campeonato de Peso Wélter de Jungle Fight. |
| Victoria  | 12-4   | Rodrigo Souza          | KO (puñetazos)                         | Jungle Fight 65                       | 2 de febrero de 2014                   | 2     | 2:57   | Estado de Bahía       |                                                            |
| Victoria  | 11-4   | Josenildo Ramalho      | KO (puñetazos)                         | Jungle Fight 59                       | 12 de octubre de 2013                  | 1     | 2:42   | Río de Janeiro]]      |                                                            |
| Derrota   | 10-4   | Guilherme Vasconcelos  | Sumisión (estrangulamiento por detrás) | Jungle Fight 54                       | 29 de junio de 2013                    | 2     | 2:20   | Río de Janeiro        |                                                            |
| Victoria  | 10-3   | Ricardo Silva          | KO (puñetazos)                         | Smash Fight                           | 3 de mayo de 2013                      | 5     | 5:00   | Curitiba              | Final del torneo de peso wélter.                           |
| Victoria  | 9-3    | Gilmar Dutra Lima      | KO (puñetazo)                          | Smash Fight                           | 3 de mayo de 2013                      | 1     | 0:27   | Curitiba              | Semifinal del torneo de peso wélter.                       |
| Derrota   | 8-3    | Franklin Jensen        | Decisión (unánime)                     | Sparta MMA                            | 29 de septiembre de 2012               | 3     | 5:00   | Itajaí                |                                                            |
| Victoria  | 8-2    | Misael Chamorro        | Sumisión (estrangulamiento por detrás) | Beltrão Combat                        | 19 de mayo de 2012                     | 2     | 1:35   | Francisco Beltrão     |                                                            |
| Derrota   | 7-2    | Viscardi Andrade       | Sumisión (estrangulamiento por detrás) | Max Fight 11                          | 17 de marzo de 2012                    | 2     | 1:27   | São Paulo             |                                                            |
| Derrota   | 7-1    | José de Ribamar        | Decisión (dividida)                    | Amazon Fight 10                       | 7 de diciembre de 2011                 | 3     | 5:00   | Belém                 |                                                            |
| Victoria  | 7-0    | Jackson Pontes         | TKO (puñetazos)                        | Max Fight 10                          | 10 de noviembre de 2011                | 1     | 2:42   | São Paulo             |                                                            |
| Victoria  | 6-0    | João Paulo Prado       | TKO (retiro)                           | Vale Fighting Championship            | 6 de agosto de 2011                    | 2     | 5:00   | São Paulo             |                                                            |
| Victoria  | 5-0    | Misael Chamorro        | TKO (puñetazos)                        | Big Bold's Night                      | 13 de noviembre de 2010                | 1     | N/A    | Cascavel              |                                                            |
| Victoria  | 4-0    | Dyego Roberto          | TKO (patada al cuerpo)                 | Samurai Fight Combat 3                | 25 de abril de 2010                    | 3     | 4:16   | Curitiba              |                                                            |
| Victoria  | 3-0    | Christian Tide Squeti  | Decisión (dividida)                    | Londrina Fight Show 1                 | 13 de diciembre de 2009                | 3     | 5:00   | Londrina              |                                                            |
| Victoria  | 2-0    | Wellington Morgenstern | KO (puñetazos)                         | B33 Fight 8                           | 15 de noviembre de 2009                | 1     | 0:00   | Ponta Grossa          |                                                            |
| Victoria  | 1-0    | Douglas Jandozo        | KO (puñetazos)                         | G1: Open Fight 7                      | 8 de noviembre de 2009                 | 1     | 3:03   | Joaquim Távora        |                                                            |